# Bruno Kisch
Bruno Zacharias Kisch (* 28. August 1890 in Prag; † 12. August 1966 in Bad Nauheim) war ein experimenteller Kardiologe und Physiologe sowie Mitbegründer der Deutschen Gesellschaft für Herz- und Kreislaufforschung.

## Lebensweg
Der Spross einer traditionsreichen Akademiker- und Offiziersfamilie erarbeitete sich, trotz Widerwillens gegen das Studium an der Karls-Universität, einen glänzenden Aufstieg und widmete sich der Forschung an Institutionen in Prag, Neapel, Frankfurt und Köln. 1928 heiratete er die Konzert- und Oratoriensängerin Ruth Kisch-Arndt. Wie für viele andere geriet ihm der Aufstieg des Nationalsozialismus zur Lebenstragödie, die ihn die Karriere kostete, in die Emigration zwang und die Ermordung von Familienangehörigen in den Vernichtungslagern bedeutete. Nur durch seine niemals abbrechenden Kontakte zu langjährigen deutschen Freunden war Kisch, der in den USA noch lange Zeit akademischer Außenseiter blieb, nach dem Krieg schließlich seine persönliche Versöhnung mit dem Land der Täter möglich.

### Frühe akademische Laufbahn und Kriegsteilnahme
Kisch wurde als Sohn des Gymnasialprofessors des Stephansgymnasiums und Rabbiners der Maisel-Synagoge und seiner Ehefrau Charlotte in Prag geboren. Er war der jüngere Bruder des Juristen Guido Kisch und ein Cousin des Journalisten Egon Erwin Kisch. 1908 begann Kisch ein Studium der Medizin in Prag. Zur Vertiefung seiner Kenntnisse durch botanische, physiologische und biochemische Untersuchungen an Pflanzen und Tieren arbeitete er während des Studiums im Botanischen Institut von Hans Molisch und Physiologischen Institut bei Franz Bruno Hofmann. Durch Stipendien finanzierte Forschungsreise führten ihn zu den Zoologischen Forschungsstationen in Triest und Neapel. Unmittelbar nach seiner Promotion ging er 1913 als Assistent von Heinrich Ewald Hering, der zu dieser Zeit seine Stellung als Dekan und Universitätsdirektors aufgab und nun eine Professur für Pathophysiologie annahm, mit diesem an die Akademie für ärztliche Fortbildung in Köln. Ihr Verhältnis blieb immer ein gespanntes; Kisch war wie viele andere von Herings autoritärem Stil abgestoßen und musste später zudem zwangsläufig in Konkurrenz zu seinem Lehrer treten.
Im Ersten Weltkrieg meldete sich Kisch freiwillig zum Kriegsdienst als
Truppenarzt der Österreichisch-Ungarischen Armee. Er hatte Gelegenheit, auch noch als Soldat seine Studien zu betreiben, und reichte seine 1918 Habilitationsschrift per Post vom Kriegsschauplatz in Russland ein. Die Lehrberechtigung aus Köln erreichte ihn auch per Feldpost. Das Kriegsende erlebte er in Pilsen, wo er Opfer der Spanischen Grippe behandelte. Nach Kriegsende war Kisch finanziell ruiniert, da er sein Erbe in Kriegsanleihen angelegt hatte.

### Zwischen den Kriegen
Nach dem Krieg arbeitete Kisch zunächst in Köln, wo er 1922 zum außerordentlichen Professor berufen wurde. 1923 ging er an das Physiologisch-chemischen Institut der Universität Frankfurt. Auf Empfehlung von Friedrich Moritz und Konrad Adenauer wurde Kisch 1925 zum Ordinarius für Physiologie an der wiedergegründeten Universität berufen. In Köln gab er Vorlesungen und Kurse in Vegetativer, Chemischer und Pathologischer Physiologie sowie in Allgemeiner Biologie sowie vertretungsweise in Pharmakologie. Wissenschaftliche Studienreisen führten ihn erneut nach Neapel. 1927 war er maßgeblich an der Gründung der Deutschen Gesellschaft für Herz- und Kreislaufforschung beteiligt, dem ersten nationalen Zusammenschluss für Kreislaufmedizin. Gemeinsam mit dem Internisten Eduard Stadler gab er die Zeitschrift für Kreislaufforschung heraus.
1934 erhielt Kisch eine Gastprofessur an die Universität in Santander. Nach der Machtergreifung der Nationalsozialisten wurde Kisch infolge der antijüdischen Gesetzgebung der nationalsozialistischen Machthaber Ende 1935 die Venia Legendi entzogen, worauf er in Köln eine kardiologische Praxis eröffnete, die er aber nach dem Erlass eines Berufsverbots für jüdische Ärzte bereits 1937 wieder schließen musste. Mit Hilfe des bereits emigrierten Kollegen Franz Maximilian Groedel konnte Kisch ein Visum zur Einreise in die USA und ein Forschungsstipendium an der Yeshiva University in New York City erlangen. Bruno Kisch emigrierte gemeinsam mit seiner Familie im Dezember 1938 in die Vereinigten Staaten.

### Emigration und späte Jahre
In dem fremden Land hatte Kisch mit vielzähligen Schwierigkeiten zu kämpfen. Ein Resultat daraus war die Gründung des American College of Cardiology, das die aus dem Wissenschaftsbetrieb weitgehend ausgeschlossenen Emigranten aufbauten und dessen Präsident Kisch zwei Jahre lang war. Höchst beflügelnd wirkte sich allerdings der Zugang zu einem der neuen Elektronenmikroskope aus, dessen Möglichkeiten Kisch neue Impulse für seine seit Jahren stagnierende Forschungs- und damit auch Publikationstätigkeit verdankte. Als Assistent an der Yale University war er selbst an der Entwicklung dieser Neuerung beteiligt.
1952 gelangte Kisch als Gast der Jahrestagung der DGHKF in Bad Nauheim wieder nach Deutschland und wurde zum Ehrenmitglied ernannt. Ab Anfang der 1960er war er beinahe jährlich in Bad Nauheim, wo er auch im Frühjahr 1966 Hilfe suchte, um die Folgen einer verschleppten Lungenentzündung zu kurieren.  Am 12. August 1966  erlag er im Groedel-Sanatorium in Bad Nauheim den Folgen der Erkrankung. Seine letzte Ruhestätte fand er in Jerusalem.

## Wissenschaftliche Leistung

### Medizinische Forschung
Bruno Kischs berufliches Interesse galt ganz der experimentellen Medizin. Er leistete bei den Kreislaufreflexen wichtige Vorarbeiten für Erfolge, die andere, namentlich Hering, von dem er persönlich wenig hielt, zu wissenschaftlichem Weltruhm verhalfen. Ebenso machte er als einer der ersten Schritte auf dem Weg der Entwicklung der induzierten Kardioplegie und beschrieb als erster die sogenannte overdrive suppression in der Elektrophysiologie des Herzens.
In seiner späteren Forschung machte Kisch begeisterten Gebrauch von der neu entwickelten, nur wenigen zugänglichen Elektronenmikroskopie, deren Nutzen er früh erkannte und die ihm zu einer neuen Blüte seiner Forschung verhalf. Seiner Arbeit über die Ultrastruktur des Herzens verdankt die Wissenschaft die Entdeckung der Mitochondrien der Herzmuskelfasern und ihrer Funktion (1952). Er beschrieb auch zuerst die Granula des Vorhofs (1963).
Kischs Forschung hatte nicht allein die Humanbiologie zum Gegenstand; er mikroskopierte auch an Herzen von Fischen und Fröschen, wie er seit seinem ersten Aufenthalt in Neapel überhaupt große Neugier für die Meerestiere zeigte; davon zeugt auch seine Entdeckung des Phosphokreatins am elektrischen Organ des Rochens. Ferner arbeitete er in seinem Spätwerk über die Ultrastruktur tierischer Flugmuskeln ebenso wie über die Ultrastrukturen der Kapillaren.
Nicht zu unterschätzen ist der Nutzen, der der Forschung durch die von Kisch betriebenen Gründungen der DGHKF und des ACC erwachsen ist. Der zweijährlich von der Deutschen Gesellschaft für Kardiologie vergebene Forschungspreis für experimentelle Herzmedizin trägt seinen Namen zum Andenken Bruno Kischs.

### Andere Bereiche
Als vielseitig gebildeter Geist beschränkte sich Kisch nicht auf sein berufliches Gebiet. Seine Bemühungen brachten auch nennenswerte Ergebnisse auf gänzlich anderen Gebieten hervor, so in der Numismatik und sogar der Literatur. In einer Würdigung der Gesellschaft für Kardiologie wurde er deshalb ein „vollständiger Mensch“ nach dem Ideal eines Universalgelehrten der Renaissance genannt.
Als praktizierender Jude war Kisch auf dem Gebiet der Religion in der Öffentlichkeit aktiv, in Deutschland u. a. mit der Gründung des Kölner jüdischen Lehrhauses, wie auch in den USA. Er hielt Vorträge, betrieb Gemeinde- und Ahnenforschung und widmete sich der Bewahrung des Andenkens großer jüdischer Gelehrter, wobei er den berühmten Rabbi Löw zu seinen Vorfahren zählte.
Einige Akten aus seinem umfangreichen Archiv vermachte Kisch dem Stadtarchiv der Stadt Köln, andere Teile seines Nachlasses wurden von seiner Witwe Ruth Kisch-Arndt den Central Archives for the History of the Jewish People in Jerusalem übergeben.

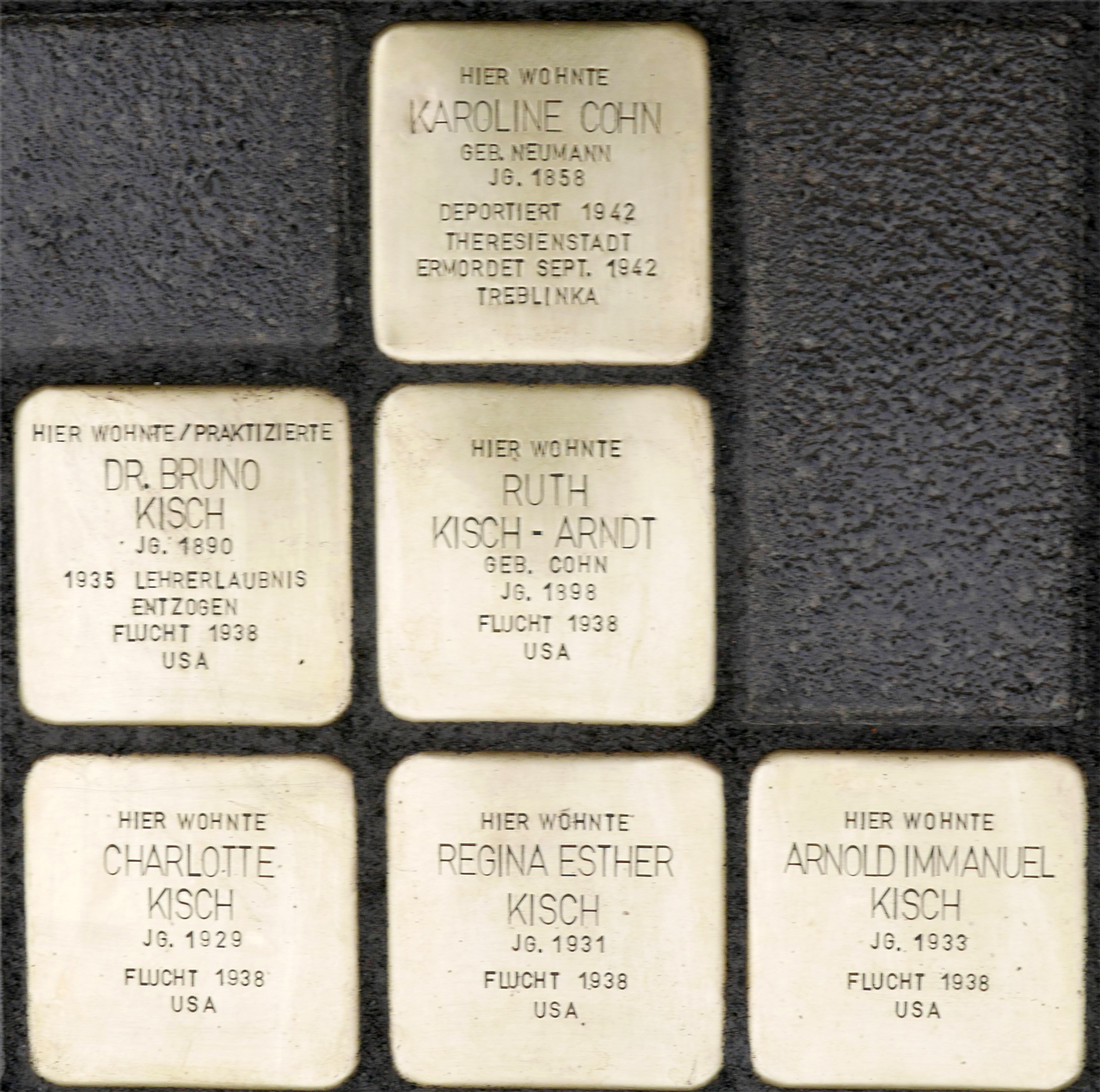
Stolpersteine für die Familie Kisch-Cohn in Köln, Kaesenstraße 19

## Ehrungen
Die Deutsche Gesellschaft für Kardiologie vergibt die Bruno-Kisch-Medaille für besondere Verdienst um Ansehen und Weiterentwicklung der Gesellschaft.
In Köln-Lindenthal ist seit Oktober 2016 der Bruno-Kisch-Weg nach ihm benannt.
Am 5. Oktober 2020 wurden durch den Künstler Gunter Demnig in Köln vor der ehemaligen Wohnhaus der Familie Kisch in der Kaesenstraße zur Erinnerung an Bruno Kisch, seine Schwiegermutter Karoline Cohn, seine Frau Ruth und seine drei Kinder sechs Stolpersteine verlegt.

## Publikationen
Die folgende Liste stellt eine Auswahl hauptsächlich der wichtigeren naturwissenschaftlichen Veröffentlichungen Kischs dar. Weitere Titel können dem Katalog der Deutschen Nationalbibliothek entnommen werden.
- Fachausdrücke der physikalischen Chemie. Ein Wörterbuch. Springer, Berlin 1919.
- Physiologie des äusseren und mittleren Ohres. In: Gustav Alexander (Hrsg.): Handbuch der Neurologie des Ohres. Band 1, 1. Urban & Schwarzenberg, Berlin u. a. 1924, S. 337–382.
- Pharmakologie des Herzens. In: Albrecht Bethe et al.: Handbuch der normalen und pathologischen Physiologie. Band 7: Blutzirkulation. Teil 1 = C/I.2: Herz. Springer, Berlin 1926, S. 721–862.
- Kreislauf. In: Albrecht Bethe et al.: Handbuch der normalen und pathologischen Physiologie. Band 7: Blutzirkulation. Teil 2 = C/I.2: Blutgefässe. Kreislauf. Springer, Berlin 1927, S. 1161–1222.
- Naturwissenschaft und Weltanschauung. Festrede anlässlich des 25jähr. Bestehens des Vereins für Natur und Heimatkunde in Köln a. Rh. Leipzig, Barth, 1931.
- Der Herzalternans (= Ergebnisse der Kreislaufforschung. 2, ZDB-ID 503318-4). Steinkopff, Dresden u. a. 1932.
- Die Rolle der Sarkosome im Herzmuskel. In: Pflüger's Archiv für die gesamte Physiologie des Menschen und der Tiere. Bd. 255, Nr. 2, 1952, S. 130–133, doi:10.1007/BF00412965.
- Der ultramikroskopische Bau von Herz und Kapillaren. Eine elektronenmikroskopische Untersuchung und ihre Auswertung für die Physiologie. Steinkopff, Darmstadt 1957.
- Der perinukleäre Raum der Herzmuskelfasern. Ein kurzer Bericht. In: Zeitschrift für Kreislaufforschung. Bd. 53, 1963, S. 205–211, .
- The perinuclear space in the atrium of coldblooded animals. In: Experimental Medicine and Surgery. Bd. 23, 1965, ISSN 0014-4878, S. 243–247.
- Wanderungen und Wandlungen. Die Geschichte eines Arztes im 20. Jahrhundert. Greven, Köln 1966, (Autobiographie).